# Bur Pangwa
Bur Pangwa är ett berg i Indonesien.   Det ligger i provinsen Aceh, i den västra delen av landet, 1 600 km nordväst om huvudstaden Jakarta. Toppen på Bur Pangwa är 2 785 meter över havet.
Terrängen runt Bur Pangwa är bergig österut, men västerut är den kuperad. Runt Bur Pangwa är det ganska tätbefolkat, med 120 invånare per kvadratkilometer. I omgivningarna runt Bur Pangwa växer i huvudsak städsegrön lövskog.